# Corythoichthys ocellatus

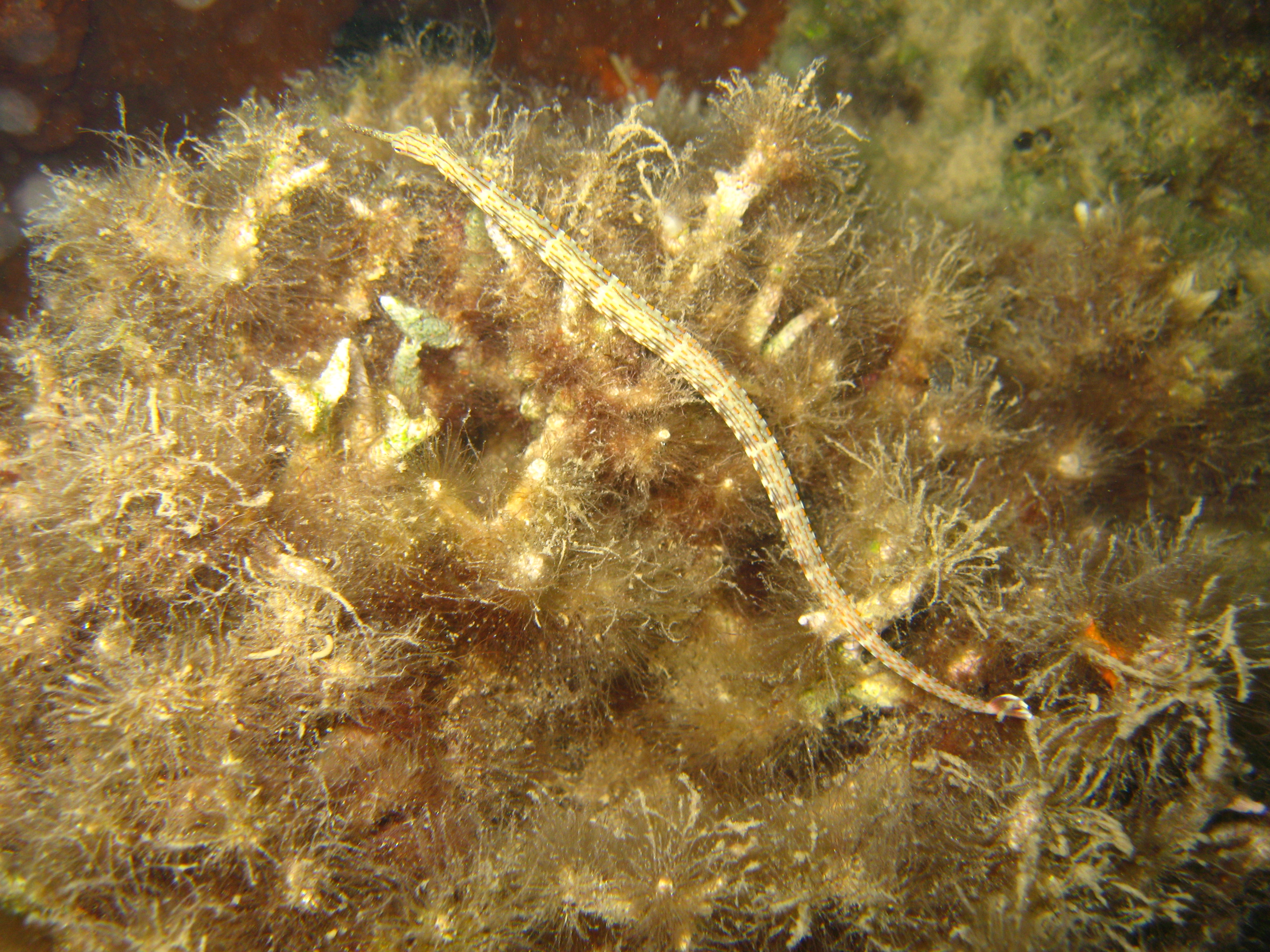
Corythoichthys ocellatus en Lembeh, Indonesia

Corythoichthys ocellatus es una especie de pez de la familia Syngnathidae, en el orden de los Syngnathiformes.

## Morfología
De coloración blancuzca con el hocico gris oscuro. Tiene un patrón de puntos y líneas color naranja, muy similar al de C. schultzi, rematados más oscuros, recubriendo cabeza y cuerpo. 

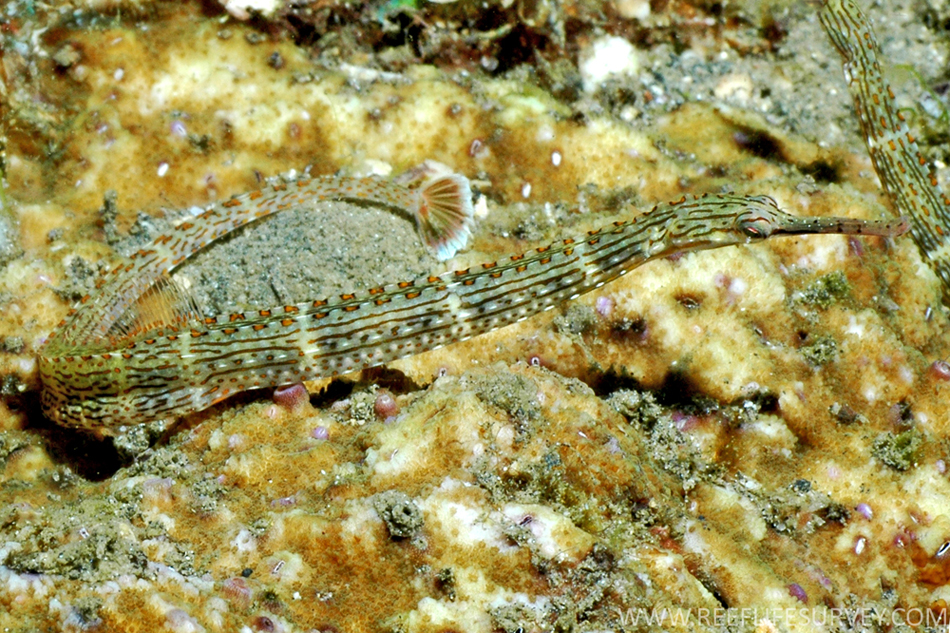
Corythoichthys schultzi
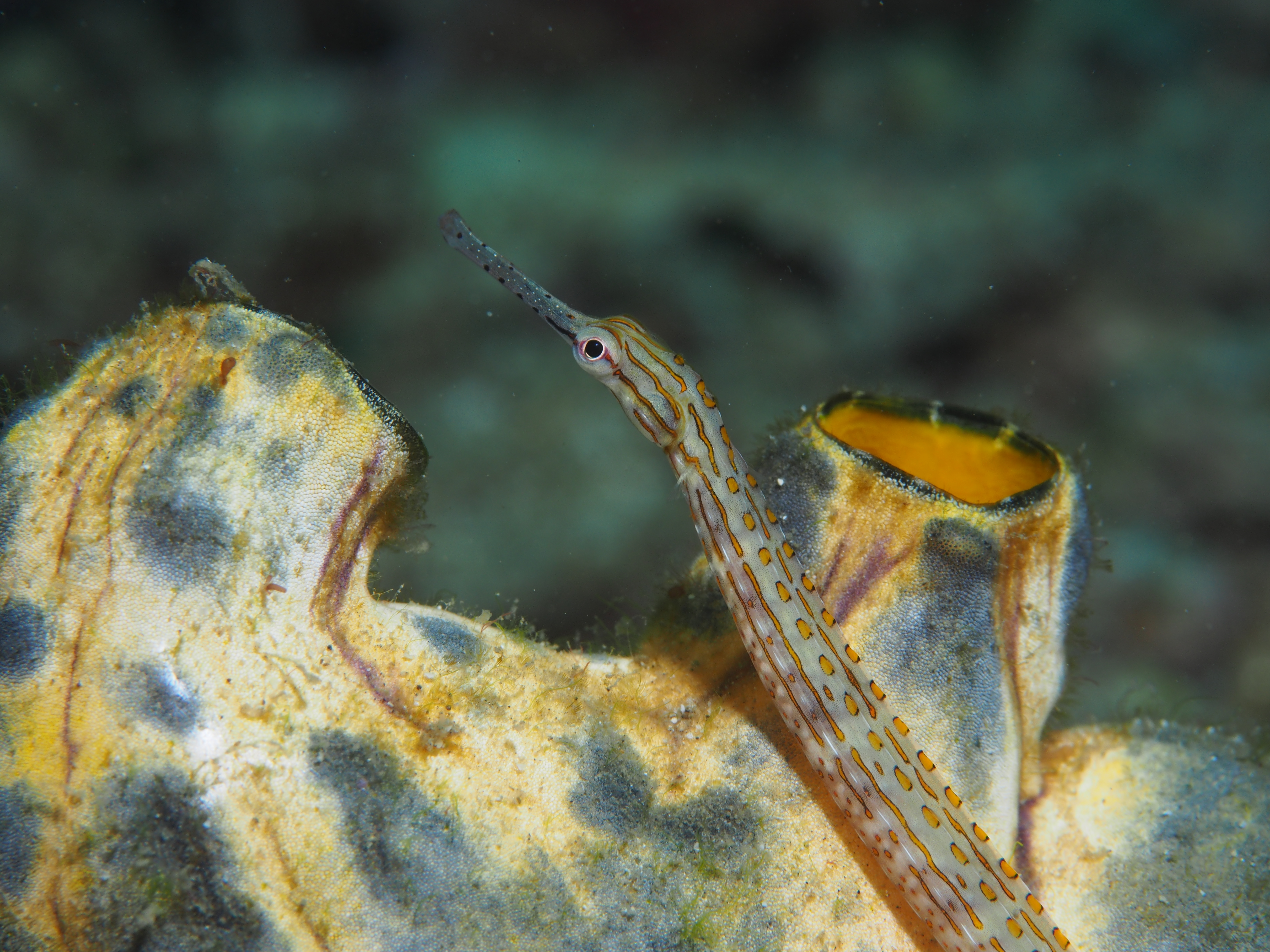
Corythoichthys ocellatus sobre Polycarpa aurata

- Cuenta con 22-25 radios blandos dorsales, 14-17 radios blandos pectorales, 4 radios blandos anales y 10 radios blandos en la aleta caudal. Tiene 15-16 anillos en el cuerpo y 29-32 anillos en la cola.[1]

- Los machos pueden alcanzar 10,3 cm de longitud total.[2][3]

## Reproducción
Es ovovivíparo y el macho transporta los huevos en una bolsa ventral, la cual se encuentra debajo de la cola.

## Hábitat
Es un pez  de mar, de clima tropical y asociado a los arrecifes de coral. Ocurre en parches de escombro en arrecifes superficiales protegidos.
Habita hasta 12 m de profundidad, aunque se han reportado localizaciones entre 8 y 30 metros.

## Distribución geográfica
Se distribuye en el Pacífico oeste y central tropicales. Es especie nativa de Australia, Filipinas, Indonesia (Sulawesi), Palaos, Papúa Nueva Guinea e Islas Salomón.